# Silurichthys indragiriensis
Silurichthys indragiriensis är en fiskart som beskrevs av Volz, 1904. Silurichthys indragiriensis ingår i släktet Silurichthys och familjen malfiskar. Inga underarter finns listade i Catalogue of Life.